# Багатоборідник прибережний
Багатоборідник прибережний (Polypogon viridis (Gouan) Breistr.; синонім Polypogon semiverticillatus (Forssk.) Hyl. — багатобородник напівкільчастий) — вид рослин родини тонконогові (Poaceae).

## Опис
Багаторічна рослина. Стебла 15–70 см, голі. Листові пластини 3–12 см х 2–8 мм. Волоть 3–10(-15) см, щільна, лопатева, яскраво-зелена. Колоски (1,3)1,5–2 мм. Зернівки 0,8×0,6 мм. Цвіте з квітня по серпень.

## Поширення
Північна Африка: Алжир; Єгипет; Лівія; Марокко; Туніс. Азія: Оман; Саудівська Аравія; Ємен; Афганістан; Кіпр; Єгипет — Синай; Іран; Ірак; Ізраїль; Йорданія; Ліван; Сирія; Туреччина; Казахстан; Киргизстан; Таджикистан; Туркменістан; Узбекистан; Індія (північний захід); Пакистан. Кавказ: Вірменія; Азербайджан; Грузія; Росія — Передкавказзя, Дагестан. Європа: Швейцарія; Україна (вкл. Крим); Албанія; Болгарія; Хорватія; Греція (вкл. Крит); Італія (вкл. Сардинія, Сицилія); Сербія; Словенія; Франція (вкл. Корсика); Португалія (вкл. Азорські острови, Мадейра); Гібралтар; Іспанія (вкл. Балеарські острови, Канарські острови). Натуралізований: ПАР, Австралія, Мексика, Сполучені Штати, Болівія, Колумбія, Еквадор, Перу, Чилі. Частий в канавах, на краях зрошення і вологих луках.